# Rogério Fernandes (Basketballspieler)
Rogério Duarte Fernandes (* 20. Januar 1969 in São Paulo) ist ein ehemaliger brasilianischer Basketballspieler, der auch die Staatsangehörigkeit Portugals besitzt.

## Laufbahn
Der 2,04 Meter messende Flügelspieler (Position vier) gehörte in seinem Heimatland Brasilien bis 1983 der Mannschaft von Campinas an, von 1984 bis 1987 dann des Sport Club Corinthians Paulista in São Paulo. 1987 nahm er außerdem für Brasilien an der U19-Basketball-Weltmeisterschaft teil. Er wechselte in die Vereinigten Staaten an die University of Houston, dort trat er unter dem Namen Roger Fernandes an. Er bestritt 106 Spiele für die Hochschulmannschaft, im Schnitt erzielte er 4,2 Punkte und 3,3 Rebounds je Einsatz.
Fernandes begann seine Laufbahn als Berufsbasketballspieler in der Saison 1992/93 bei Académica de Coimbra in Portugal. Von 1993 bis 1995 spielte er bei der Mannschaft Rio Claro Basquete in seinem Heimatland. 1995/96 stand er in Portugals Hauptstadt bei Benfica Lissabon unter Vertrag. Bei Benfica kam er auf 8,7 Punkte pro Begegnung.
Tatami Rhöndorf wurde ab 1996 sein erster deutscher Verein. Er schloss mit den Bad Honnefern die Hauptrunde der Bundesliga-Saison 1996/97 als Tabellenzweiter ab. Im Viertelfinale gegen den rheinischen Konkurrenten Telekom Baskets Bonn zog sich der Brasilianer einen Bänderriss zu, die Saison war damit für ihn beendet. In der Saison 1997/98 kam er mit Rhöndorf wiederum ins Bundesliga-Viertelfinale, dort war erneut, diesmal gegen Trier, Endstation.
Nachdem er bei Franca Basquetebol Clube in seiner Heimatstadt São Paulo und bei CR Vasco da Gama in Rio de Janeiro gespielt hatte, wurde Fernandes Mitte Dezember 1998 vom portugiesischen Verein Portugal Telecom verpflichtet. Zur Saison 1999/2000 wechselte er nach Italien, blieb mit durchschnittlich 3,1 Punkten und 1,7 Rebounds in 15 Ligaeinsätzen für Dinamo Sassari aber unauffällig und nahm im Laufe der Saison ein Angebot des Bundesligisten TV 1860 Lich an. Bei den Mittelhessen war er in zwölf Bundesliga-Spielen mit 16,8 Punkten und 7,8 Rebounds pro Partie Leistungsträger, stieg mit der Mannschaft jedoch aus der höchsten deutschen Spielklasse ab. Im Vorfeld der Saison 2000/01 sicherte sich Bundesliga-Aufsteiger Oldenburger TB die Dienste des Brasilianers. Im Sonderheft des Fachblatts Basketball zur Saison 2000/01 wurde Fernandes mit folgenden Worten beschrieben: „Der 30-Jährige ist ein typischer Power-Forward, er soll beim OTB aber auch als großer Flügel und kleiner Center auf Korbjagd gehen.“ Er trug mit 14,3 Punkten und 7,3 Rebounds je Begegnung dazu bei, dass Oldenburg als Bundesliga-Neuling den Klassenerhalt schaffte. Fernandes blieb ein zweites Jahr bei den Niedersachsen, erreichte im Spieljahr 2001/02 im Schnitt 9,4 Punkte sowie 5,3 Rebounds pro Partie.
Nach seiner Zeit in Oldenburg ging Fernandes in sein Heimatland zurück, spielte 2002 erst bei Unisanta, in der Saison 2002/03 dann bei CF Belenenses in Portugal. Anschließend spielte er noch in Mogi das Cruzes in der Nähe von São Paulo. Später wurde er Vorsitzender des Vereins Campinas Basquete Clube.